# Damiano Fioravanti
Damiano Fioravanti (Rome, 23 juni 1996) is een Italiaans autocoureur.

## Carrière

### Karting
Fioravanti begon zijn autosportcarrière in het karting in 2006. Zijn belangrijkste prestatie in deze periode behaalde hij in 2012, toen hij derde werd in de WSK Final Cup.

### Formule 3
In 2013 maakte Fioravanti de overstap naar het formuleracing, waarbij hij zijn debuut maakte in de Europese F3 Open voor het team Corbetta Competizioni. Hij begon het jaar in de B-klasse, maar in de laatste twee raceweekenden reed hij in de A-klasse. Met één punt, gescoord tijdens de laatste race van het seizoen op het Circuit de Barcelona-Catalunya, eindigde hij op de 28e plaats in het kampioenschap.
In 2014 reed Fioravanti opnieuw in het kampioenschap, waarvan de naam was veranderd in de Euroformula Open, maar nam deel aan slechts vier van de acht raceweekenden - twee voor zowel Corbetta als voor BVM Racing. Met een vijfde plaats op het Autodromo Nazionale Monza als beste resultaat eindigde hij op de zestiende plaats in de eindstand met 26 punten.
In 2015 maakte Fioravanti binnen de Euroformula Open de overstap naar het topteam RP Motorsport. In het voorlaatste raceweekend op Monza behaalde hij zijn eerste overwinning en eindigde zo als zevende in het kampioenschap met 96 punten.
In 2016 bleef Fioravanti rijden voor RP in de Euroformula Open. Ondanks dat hij dit jaar geen races won, eindigde hij wel vijf keer op het podium en werd hiermee vijfde in het eindklassement met 136 punten.

### World Series Formule V8 3.5
In 2017 maakt Fioravanti de overstap naar de World Series Formule V8 3.5, waarin hij oorspronkelijk zijn samenwerking met RP Motorsport zou voortzetten. Bij dit team werd hij voor aanvang van het seizoen vervangen door Roy Nissany en tekende in plaats hiervan voor Barone Rampante. Na één raceweekend besloot hij toch om zijn loopbaan voort te zetten bij RP als onderdeel van een team met drie auto's.